# База знань
Ба́за зна́нь, БЗ (англ. Knowledge base, KB) — це особливого роду база даних, розроблена для управління знаннями (метаданими), тобто збором, зберіганням, пошуком і видачею знань. Розділ штучного інтелекту, що вивчає бази даних і методи роботи із знаннями, називається інженерією знань[джерело не вказане 4246 днів].
Інше визначення ж говорить, що: База знань — це сукупність відомостей (про реальні об'єкти, процес, події або явища), що відносяться до певної теми або задачі, організована так, щоб забезпечити зручне представлення цієї сукупності як в цілому так і будь-якої її частини[джерело не вказане 4246 днів].
Це означає, що система управління базою знань (саме знань, а не даних) повинна забезпечити представлення й обробку моделі, зіставною за своєю складністю з моделлю, що використовується свідомістю людини.
Найважливіший параметр БЗ — якість знань, що накопичені в ній. Найкращі БЗ містять релевантну і свіжу інформацію, мають довершені системи пошуку інформації і ретельно пророблену структуру і формат знань.

## Класифікація баз знань
Залежно від рівня складності систем, в яких застосовуються бази знань, розрізняють[джерело?]:
- БЗ всесвітнього масштабу, наприклад: Інтернет чи Вікіпедія
- БЗ національні — наприклад, Вікіпедія
- БЗ галузеві — на кшталт автомобільної енциклопедії
- БЗ організацій — див. Управління знаннями
- БЗ експертних систем — див. Експертна система
- БЗ спеціалістів Гідрогеологічна

Тип інформації і її місцезнаходження в базі визначаються системою підтримки бази знань. Гарна підтримка — гарантія високої продуктивності БЗ.

## Типи бази знань
Як і будь-яке джерело інформації, база знань охоплює різні типи контенту, що відповідають потребам аудиторії та виконують конкретні функції. Щоб краще зрозуміти, які бувають бази знань, варто розглянути їх із двох перспектив: за призначенням та за змістом.

### Внутрішні та зовнішні бази знань
Тут ми можемо розділити наші інформаційні джерела на два основних типи:
- Внутрішня база знань: Цей тип бази знань створений спеціально для команди компанії. Вона працює як внутрішня корпоративна вікі, котра допомагає швидко адаптувати нових співробітників, зберігати та структурувати внутрішні політики, а також надавати швидкі й зручні відповіді на робочі запити.
- Зовнішня база знань: Це повна протилежність внутрішніх джерел — вона створюється для клієнтів, потенційних покупців, а іноді й для широкої аудиторії. Її головна мета — зменшити навантаження на службу підтримки, забезпечити зручний доступ до корисних порад і покращити загальний досвід користувачів.[1]

## Застосування бази знань
Прості бази знань можуть використовуватися для зберігання даних про організації: документації, інструкцій, статей технічного забезпечення. Головна мета створення таких баз — допомогти менш досвідченішим людям знайти існуючий опис способу вирішення якої-небудь проблеми предметної області.
Онтологія може служити для представлення в базі знань ієрархії понять і відношень між ними. Онтологія, яка ще містить і екземпляри об'єктів не що інше, як база знань.
База знань — важливий компонент інтелектуальної системи. Найвідоміший клас таких програм — експертні системи. Вони призначені для знаходження способу вирішення специфічних проблем, базуючись на записах БЗ і на користувацькому описі ситуації.
Створення і використання систем штучного інтелекту потребує величезних баз знань. Для прикладу дивіться Вікіпедія.

## Бази знань вінтелектуальнійсистемі
Нижче перераховані цікаві особливості, які можуть (але не зобов'язані) бути в інтелектуальній системі, і які стосуються баз знань. Список може бути не повним.
- Машинне навчання : Це модифікація своєї БЗ в процесі роботи інтелектуальної системи, адаптація до проблемної області. Аналогічна можливості людини «набиратися досвіду».
- Автоматичне доведення (висновки) Здатність системи виводити нові знання із старих, знаходити закономірності в БЗ. Деякі автори вважають, що БЗ відрізняється від бази даних наявністю механізму висновків.
- Інтроспекція : Знаходження протиріч, нестиковок в БЗ, відслідковування правильної організації і коректності роботи БЗ.
- Доведення висновку : Здатність системи «пояснювати» хід її думок при знаходження вирішення задачі, причому по «першій вимозі».